# محمد گلاب منگل
گلاب منگل (پشتو:  ګلاب منګل) (متولد ۱۹۵۸ - ولایت پکتیا) سیاستمدار افغانستانی، وزیر سابق وزارت امور سرحدات، اقوام و قبایل افغانستان و والی سابق ولایت‌های هلمند، لغمان، پکتیکا و ولایت ننگرهار است. وی ریاست کمیته تهیه پیش‌نویس قانون اساسی افغانستان را نیز در کارنامه خود دارد.

## زندگی
او در لجامنگل در ولایت پکتیا به دنیا آمد و به قومیت منگل از که از زیر مجموعه‌های قبیله پشتون است تعلق دارد. او دارای مدرک لیسانس ادبیات از دانشگاه کابل است.